# جاذبه‌های گردشگری اراک
جاذبه‌های گردشگری اراک، شامل آثار تاریخی، موزه‌ها و مکان‌های طبیعی است که در شهر اراک واقع شده‌اند.

## آثار تاریخی
|                      | دوره    | شمارهٔ ثبت | محل                                         | تصویر |
| -------------------- | ------- | --------- | ------------------------------------------- | ----- |
|                      | قاجار   | ۱۲۸۵      | بافت قدیمی شهر                              |       |
| مدرسه سپهداری        | قاجار   | ۹۲        | گذر سپهداری، مجموعه بازار اراک              |       |
| حمام چهارفصل         | قاجار   | ۱۳۳۹      | خیابان دکتر بهشتی (عباس‌آباد)                |       |
| قلعه حاج وکیل        | قاجار   | ۱۷۷۱      | خیابان چمران، کوچه وکیل                     |       |
| بقعه پیر مرادآباد    | ایلخانی | ۱۵۶۸      | کیلومتر ۱۴ اراک -شهر کارچان روستای مرادآباد |       |
| کاروانسرای شاه عباسی | صفوی    | ۲۶۱۶      | روستای کاروانسرا                            |       |

## موزه‌ها
| نام موزه           | موضوع                                                                      | مکان                                                            | تصویر |
| ------------------ | -------------------------------------------------------------------------- | --------------------------------------------------------------- | ----- |
| موزه مردم‌شناسی     | مجموعه‌ای از نمونه انواع نسخ خطی، آثار و ظروف باستانی وماکت‌های مردم‌شناسی    | خیابان شریعتی (عباس‌آباد)، حمام چهارفصل                          |       |
| موزه سلطان‌آباد     | مجموعه‌ای از آثار دوران اسلامی از مناطق مختلف کشور                          | مجموعه بازار اراک، بین گذرهای ملاقاسم و لوطی هاشم، تیمچه کاشانی |       |
| موزه صنایع‌دستی     | مجموعه‌ای از صنایع دستی استان مرکزی و مناطق دیگر کشور                       | مجموعه بازار اراک، گذر سپهداری خانه حسن پور                     |       |
| موزه تنوع‌زیستی     | مجموعه‌ای از گیاهان و جانداران حیات‌وحش استان مرکزی و معرفی مناطق زندگی آنها | تقاطع غیر همسطح محیط زیست اداره حفاظت از محیط زیست استان مرکزی  |       |
| موزه سنگ و گوهر    | مجموعه‌ای از سنگ‌های قیمتی و نیمه‌قیمتی                                       | شهرک شهید بهشتی فاز ۲، نبش کوچه خرداد ۷                         |       |
| موزه بزرگ اراک     | در حال ساخت                                                                | بلوار شهید آنجفی، میدان مقاومت                                  |       |
| موزه مفاخر         | معرفی مفاخر و مشاهیر استان مرکزی                                           | انتهای خیابان دکتر شریعتی، خیابان شهید بهشتی خانه خاکباز        |       |
| موزه آب            |                                                                            | در محل موزه مفاخر                                               |       |
| موزه قلعه وکیل     | صنایع دستی و هنرهای سنتی                                                   | خ چمران، خ هاشمی‌نژاد، کوچه وکیل                                 |       |
| موزه دفاع مقدس     |                                                                            | بلوار قائم مقام، بلوار دفاع مقدس                                |       |
| موزه آموزش و پرورش |                                                                            | میدان شهدا، جنب پل خیبر، کوچه آموزش و پرورش                     |       |

## مکان‌های مذهبی
| نام مکان                      | دوره  | شمارهٔ ثبت در آثار ملی | محل                              | تصویر |
| ----------------------------- | ----- | --------------------- | -------------------------------- | ----- |
| امامزاده محمد عابد            | صفوی  |                       | روستای مشهد میقان                |       |
| امامزاده عبدالله و آمنه خاتون | قاجار | ۲۰۵۱                  | خیابان دکتر بهشتی (عباس‌آباد)     |       |
| مقبره آقا نورالدین عراقی      | قاجار | ۳۴۷۷                  | خیابان آقانورالدین، جنب پارک شهر |       |

## مراکز مذهبی اقلیت‌ها
| نام مکان          | دوره  | شمارهٔ ثبت | محل                       | تصویر |
| ----------------- | ----- | --------- | ------------------------- | ----- |
| کلیسای مسروپ مقدس | قاجار | ۳۵۳۳      | خیابان چمران (نیسانیان)   |       |
| کلیسای عمانوئیل   | قاجار |           | حد فاصل پل برق و پل فرنگی |       |

## کاروانسراها
| نام مکان             | دوره | شمارهٔ ثبت در آثار ملی | محل              |
| -------------------- | ---- | --------------------- | ---------------- |
| کاروانسرای شاه عباسی | صفوی | ۲۶۱۶                  | روستای کاروانسرا |

## خانه‌های باارزش تاریخی
| نام مکان           | دوره  | شمارهٔ ثبت در آثار ملی | محل                                 | تصویر |
| ------------------ | ----- | --------------------- | ----------------------------------- | ----- |
| خانه خاکباز        | قاجار | ۳۳۳۸                  | انتهای خیابان دکتر بهشتی (عباس‌آباد) |       |
| خانه آقامحسن عراقی | قاجار | ۲۲۹۳                  | محله قلعه (دروازه شهرجرد)           |       |
| خانه حسن پور       | قاجار | ۱۹۸۵                  | مجموعه بازار اراک، گذر سپهداری      |       |

## مکان‌های تاریخی تخریب شده
| نام مکان            | شمارهٔ ثبت | علت تخریب                    | محل                                    | تصویر |
| ------------------- | --------- | ---------------------------- | -------------------------------------- | ----- |
| خانه دمساز          | ۵۸۰۵      | توسط مالکین                  | مجموعه بازار اراک، روبروی خانه حسن پور |       |
| برج شیشه            | ۱۰۷۶      | تبدیل به اداره نیروی انتظامی | خیابان ادبجو                           |       |
| ارگ حکومتی اراک     | ۱۰۷۶      | تبدیل به اداره نیروی انتظامی | میدان ارگ                              |       |
| خانه مستوفی الممالک |           | احداث پارک امیرکبیر          | تپه مستوفی                             |       |